# Саги-Барба, Эмилио
Эмилио «Эмили» Саги Линьян (15 марта 1900 — 25 мая 1951) — футболист, нападающий клуба «Барселона» . Родившись в Аргентине, он играл за сборную Каталонии и сборную Испании в 1920-х и 1930-х годах. Он был сыном Эмилио Саги Барбы, каталонского певца -баритона, и Консепсьон Линьян Пелегри, танцовщицы, и поэтому его часто называли Саги-Барба (объединенные фамилии отца ).
За свою игровую карьеру он сыграл 455 матчей и забил 134 гола за ФК «Барселона» и больше всего запомнился успешным партнерством с Паулино Алькантарой . Вместе с Хосепом Самитьером, Рикардо Саморой, Феликсом Сесумагой и позднее Францем Платко они были лидерами успешной ФК «Барселона», которую тренировал Джек Гринвелл .
Его младший брат, Луис Саги Вела, пошел по стопам отца и также стал успешным певцом- баритоном . Его сын, Виктор Саги, позднее руководил одним из крупнейших рекламных агентств в Испании и в 1978 году выдвинул свою кандидатуру на пост президента ФК «Барселона», но снял свою кандидатуру до начала проведения выборов, несмотря на своё лидерство по предварительным опросам.